# 淡黄额角蛛
淡黄额角蛛（学名：Gnathonarium flavidum）为皿蛛科额角蛛属的动物。在中国大陆，分布于湖北等地。该物种的模式产地在湖北。